# Stadio Hongkou
Lo stadio Hongkou (in cinese 虹口足球场S) è uno stadio polivalente della città di Shanghai, in Cina. 
Collocato nel Distretto di Hongkou, lo stadio, a pianta ellittica ha una capacità di 33 060 posti a sedere; è attualmente usato per le partite di calcio della squadra cinese degli Shanghai Shenhua. Lo stadio fu ricostruito nel 1999 sulle macerie del vecchio impianto omonimo.
Lo stadio viene ricordato per aver ospitato alcune partite del campionato mondiale femminile di calcio del 2007 e per aver ospitato l'intera edizione del 2004 della A3 Champions Cup.